# Plectranthus seyanii
Plectranthus seyanii là một loài thực vật có hoa trong họ Hoa môi. Loài này được A.J.Paton & Brummitt miêu tả khoa học đầu tiên năm 1991.